# Хронологија жена у науци
Хронологија жена у науци протеже се од древне историје до 21. века. Временски оквир првенствено се фокусира на жене које се баве природним наукама као што су астрономија, биологија, хемија и физика, али такође укључује и жене из области друштвених наука (нпр. социологија, психологија) и формалних наука (нпр. математика, рачунарство), као и истакнуте наставнике научног образовања и медицинске научнице. Хронолошки догађаји наведени у временској линији односе се и на научна достигнућа и на родну равноправност у науци.

## Древна историја
- 1900. п. н. е.: Аганис, такође позната као Атирта, била је египатска принцеза током Средњег краљевства (око 2000–1700. п. н. е.) која се бавила астрономијом и природном филозофијом.[1]
- око 1500. п. н. е, Хатшепсут, позната и као Краљица доктор, промовисала је ботаничку експедицију у потрази за лековитим биљкама.[1]
- 1200. п.н.е: месопотамска произвођачица парфема Тапути се помиње у тексту клинастог писма. Често се сматра првим регистрованим хемичарем на свету.[2]
- 500. п. н. е.: Теано је била питагорејски филозоф.
- око 150. п. н. е.: Аглаонике је постала прва жена астроном која је забележена у старој Грчкој.[3][4]
- 1. век п.н.е: Жена позната само као Фанг постала је најранија забележена кинеска жена алхемичарка. Она је заслужна за „откриће претварања живе у сребро“ – вероватно хемијски процес кључања живе да би се из руде извукао чисти остатак сребра.[5]
- 1. век нове ере: Марија Јеврејка је била међу првим светским алхемичарима.[6]
- око 300 – 350. н.е: Грчка математичарка Пандросион развија нумеричку апроксимацију за кубне корене.[7]
- око 355–415 н.е: Грчки астроном, математичар и филозоф Хипатија постала је позната као цењени академски учитељ, коментатор математике и шеф сопствене академије науке.[8][9]
- 3. век н.е: Клеопатра алхемичарка, рана фигура у хемији и практичној алхемији, заслужна је за проналазак алембика.[10]

## Средњи век
- око 975 н.е: Кинеска алхемичарка Џенг Шиен-Сенг била је запослена у Краљевском двору. Дестилисала је парфеме, користила рани облик Сокслетовог процеса за екстракцију камфора у алкохолу и стекла признање за своју вештину коришћења живе за вађење сребра из руда.[5][11]
- 10. век: Ал-Ејлија је правила астролабе за двор Сејфа ал-Давла у Алепу.[12]
- Рани 12. век: Добродеја Кијевска, руска принцеза и царица Источног римског царства, била је прва жена која је написала расправу о медицини.[13]
- Рани 12. век: италијанска лекарка Трота из Салерна саставила је медицинске радове о женским болестима и кожним болестима.[14]
- 12. век: Адела Сараценска предавала је на Медицинској школи у Салерну.[15]
- 12. век: Хилдегарда Бингенска (1098–1179) била је оснивач научне природне историје у Немачкој.[16]
- 1159: Алзашка монахиња Херад из Ландсберга саставила је научни компендијум Hortus deliciarum.[17]
- Рани 14. век: Аделмота из Караре је била лекар у Падови, у Италији.[18]

## 16. век
- 1561: Италијанска алхемичарка Изабела Кортезе објавила је своју популарну књигу Тајне леди Изабеле Кортезе. Дело је укључивало рецепте за лекове, дестилована уља и козметику и било је једина књига коју је објавила жена алхемичар у 16. веку.[19]
- 1572: Италијанска ботаничарка Лоредана Марчело умрла је од куге - али не пре него што је развила неколико ефикасних палијативних формула за оболеле од куге, које су користили многи лекари.[20][21]
- 1572: Данска научница Софија Брахе (1556–1643) помагала је свом брату Тихоу Брахеу у његовим астрономским проучавањима.[22]
- 1590: Након смрти мужа, Катерина Витале је преузела његову позицију главног фармацеута Реда Светог Јована, поставши прва жена хемичар и фармацеут на Малти.[23][24]

## 17. век
- 1609: Француска бабица Луиз Буржуа Бурсије постала је прва жена која је написала књигу о порођајима.[25]
- 1636: Ана Марија ван Шурман је прва жена која је икада похађала универзитетска предавања.[26] Морала је да седи иза паравана како је не би видели колеге студенти.
- 1642: Мартин Бертеро, прва забележена жена минералог, затворена је у Француској због сумње на вештичарење. Бертеро је објавила два писана рада о науци рударства и металургије пре него што је ухапшена.[5]
- 1650: Шлески астроном Марија Куниц објавила је Urania Propitia, дело које је уједно поједноставило и значајно побољшало математичке методе Јохана Кеплера за лоцирање планета. Књига је објављена и на латинском и на немачком језику, што је неконвенционална одлука која је научни текст учинила доступнијим читаоцима који нису факултетски образовани.[27]
- 1656: Француска хемичарка и алхемичарка Мари Мердрак објавила је своју књигу La Chymie Charitable et Facile, en Faveur des Dames (Корисна и лака хемија, за добробит дама).[28]
- 1667: Маргарет Лукас Кевендиш, војвоткиња од Њукасла на Тајну била је енглеска аристократкиња, филозоф, песник, научник, писац фантастике и драматург током 17. века. Била је прва жена која је присуствовала састанку у Краљевском друштву у Лондону 1667. године, а критиковала је и сарађивала са члановима и филозофима Томасом Хобсом, Ренеом Декартом и Робертом Бојлом.[29]
- 1668: Након што се раздвојила од свог мужа, француска полиматичарка Маргерит де ла Саблијер основала је популарни салон у Паризу. Научници из различитих земаља редовно су посећивали салон како би разговарали о идејама и разменили знање, а Саблијер је са својим гостима проучавала физику, астрономију и природну историју.[30]
- 1680: Француска астрономка Жан Диме објавила је сажетак аргумената који подржавају Коперникову теорију хелиоцентризма. Написала је "између мозга жене и мозга мушкарца нема разлике".[31]
- 1685: Фризијска песникиња и археолог Тиција Бронгерсма надгледала је прво ископавање долмена у Боргеру, у Холандији. Ископавање је дало нове доказе да су камене конструкције биле гробнице које су изградили праисторијски људи - а не структуре које су изградили дивови, што је раније било уобичајено веровање.[32]
- 1690: Немачко-пољски астроном Елизабета Купман Хевелије, удовица Јохана Хевелија, коме је помагала у његовим запажањима (и вероватно, прорачунима) више од двадесет година, објавила је у његово име Prodromus Astronomiae, највећи и најтачнији каталог звезда за то доба.[33]
- 1693–1698: Немачка астрономка и илустраторка Марија Клара Ајмарт направила је више од 350 детаљних цртежа месечевих фаза.[34]
- 1699: Немачка ентомолошкиња Марија Сибила Меријан, прва научница која је документовала животни циклус инсеката за јавност, кренула је на научну експедицију у Суринам, у Јужној Америци. Касније је објавила Metamorphosis insectorum Surinamensium, револуционарно илустровано дело о јужноамеричким биљкама, животињама и инсектима.[35]

## 18. век
- 1702: Пионирски енглески ентомолог Еленор Гланвил ухватила је примерак лептира у Линколнширу, који је касније  назван по њој Glanville fritillary (Melitaea cinxia) (Црнооки шаренац). Њени примерци лептира постали су део раних колекција у Природњачком музеју у Лондону.[36][37]
- 1702: Немачка астрономка Марија Маргарета Кирх постала је прва жена која је открила комету.[38]
- око 1702–1744: У Монтреалу, у Канади, француска ботаничарка Катрин Жереми сакупила је узорке биљака и проучавала њихова својства, шаљући узорке и своје детаљне белешке научницима у Француској.[39]
- 1732: Са 20 година, италијанска физичарка Лаура Баси постала је прва жена чланица Болоњске академије наука. Месец дана касније, јавно је одбранила академске тезе и докторирала. Баси је добила почасну позицију професора физике на Универзитету у Болоњи. Била је прва жена професор физике на свету.[40]
- 1738: Француска полиматичарка Емили ди Шатле постала је прва жена којој је Париска академија објавила рад, након такмичења о природи ватре.[41]
- 1740: Француска полиматичарка Емили ди Шатле објавила је Institutions de Physique (Основе физике) пружајући метафизичку основу за класичну механику.[42]
- 1748: Шведски агроном Ева Екеблад постала је прва жена чланица Краљевске шведске академије наука. Две године раније, развила је нови процес коришћења кромпира за прављење брашна и алкохола, што је касније умањило ослањање Шведске на усеве пшенице и смањило ризик од глади.[43]
- 1751: 19-годишња италијанска физичарка Кристина Рокати докторирала је на Универзитету у Болоњи.[44]
- 1753: Џејн Колден, Американка, била је једина жена биолог коју је Карл Лине поменуо у свом ремек делу Species Plantarum.
- 1755: Након смрти супруга, италијанска анатомкиња Ана Моранди Манзолини преузела је место на Универзитету у Болоњи, постала професор анатомије и основала међународно познату лабораторију за анатомска истраживања.[45]
- 1757: Француски астроном Никол-Рене Лепот радила је са математичарима Алексисом Клером и Жозефом Лаландом на израчунавању следећег проласка Халејеве комете.[46]
- 1760: Амерички хортикултуриста Марта Данијел Логан почела је да се дописује са специјалистом за ботанику и колекционаром Џоном Бартрамом, редовно размењујући са њим семена, биљке и ботаничка знања.[47]
- 1762: Француски астроном Никол-Рене Лепот израчунала је време и проценат помрачења Сунца за које се предвиђало да ће се догодити за две године. Направила је мапу да прикаже фазе и објавила табелу својих прорачуна у издању Connaissance des Temps из 1763.[46]
- 1766: Француска хемичарка Женевјев Тиру д'Арконвил објавила је своју студију о труљењу. Књига је представила њена запажања из више од 300 експеримената у периоду од пет година, током којих је покушала да открије факторе неопходне за очување говедине, јаја и друге хране. Њен рад је за патент препоручио колега хемичар Пјер-Жосеф Маке.[48]
- око 1775: Траварка/ботаничарка Жана Баре постаје прва жена која је опловила свет.
- око 1775: Француски хемичар, научни уметник и преводилац, Мари-Ан Полз Лавоазје почела је да ради са својим супругом хемичарем Антоаном Лавоазјеом. Била је кључна у објављивању револуционарног Елементарног трактата о хемији свог мужа из 1789. године, који је представио јединствен поглед на хемију као област, јер је цртала шеме све коришћене опреме и водила строге записе који су дали валидност налазима. Такође је превела и критиковала "Есеј о флогистону и саставу киселина" Ричарда Кирвана који је довео до открића гаса кисеоника.
- 1776: На Универзитету у Болоњи, италијанска физичарка Лаура Баси постала је прва жена именована за шефа катедре физике на универзитету.[40]
- 1776: Кристин Кирш је добила угледну плату од 400 талира за израду календара.
- 1782–1791: Француска хемичарка и минералог Клодин Пикарде превела је више од 800 страница шведских, немачких, енглеских и италијанских научних радова на француски, омогућавајући француским научницима да боље разумеју и користе међународна истраживања у хемији, минералогији и астрономији.[49]
- око 1787–1797: Самоуки кинески астроном Ванг Жењи објавила је најмање дванаест књига и више чланака о астрономији и математици. Користећи лампу, огледало и сто, једном је направила познати научни приказ дизајниран да прецизно симулира помрачење Месеца.[50][51]
- 1786–1797: Немачка астрономка Каролина Хершел открила је осам нових комета,[52] уз остала бројна открића.
- 1789: Француски астроном Луиз ди Пјери, прва Парижанка која је постала професор астрономије, предавала је прве курсеве астрономије посебно отворене за студенткиње.[53]
- 1794: Британска хемичарка Елизабет Фулајм измислила је концепт катализе и објавила књигу о својим открићима.[54]
- око 1796–1820: Током владавине цара Ђаћинга, астроном Хуанг Лу је постала прва Кинескиња која је радила са оптиком и фотографским сликама. Она је развила телескоп који је могао да прави једноставне фотографске слике користећи фотоосетљиви папир.[50]
- 1797: Енглеска научна списатељица и учитељица Маргарет Брајан објавила је A Compendious System of Astronomy, укључујући гравуру себе и своје две ћерке. Књигу је посветила својим ученицима.[55]

## Рани 19. век
- 1808: Ана Сундстрем је почела да помаже Јакобу Берцелијусу у његовој лабораторији, поставши једна од првих шведских хемичарки.[56]
- 1809: Сабина Балдончели је стекла универзитетску диплому фармације, али јој је било дозвољено да ради само у италијанском сиротишту где је живела.[57]
- 1815: Енглеска археолошкиња леди Хестер Станхоуп искористила је средњовековни италијански рукопис да лоцира обећавајуће археолошко налазиште у Ашкелону, поставши први археолог који је започео ископавања у палестинској области. Био је то један од најранијих примера употребе текстуалних извора у теренској археологији.[58]
- 1816: Француска математичарка и физичарка Марија-Софи Жермен постала је прва жена која је добила награду Париске академије наука за свој рад на теорији еластичности.[59]
- 1823: Енглески палеонтолог и колекционар фосила Мери Анинг открила је први комплетни скелет Плезиосауруса.[41]
- 1831: Италијанска ботаничарка Елизабета Фиорини Мацанти објавила је своје најпознатије дело Specimen Bryologiae Romanae.[60]
- 1830–1837: Белгијска ботаничарка Мари-Ан Либер објавила је свој четворотомни Plantae cryptogamicae des Ardennes, збирку од 400 врста маховина, папрати, лишајева, алги и гљива из региона Ардена. Њен допринос системским криптогамским студијама формално је признао пруски цар Фридрих Вилхелм III, а Либер је добила златну медаљу за заслуге.[61]
- 1832: Француски морски биолог Жана Вилепру-Пауер измислила је први стаклени акваријум, користећи га да јој помогне у научним посматрањима главоношца Аргонаут арго.[62]
- 1833: Енглески алголози Амелија Грифитс и Мери Вајат објавиле су две књиге о локалним британским алгама. Грифитс је имала међународно цењену репутацију као вешт сакупљач и научник алги, а шведски ботаничар Карл Агард је у њену част назвао род морских алги Griffithsia.[63]
- 1833 Ора Вајт Хичкок била је једна од најранијих америчких ботаничких и научних илустраторки и уметница, најпознатија по илустровању научних радова свог супруга, геолога Едварда Хичкока, али и истакнута по сопственом уметничком и научном раду. Најпознатије илустрације се појављују у основним радовима њеног мужа, Извештају о геологији, минералогији, ботаници и зоологији Масачусетса из 1833. и каснијем, Коначном извештају из 1841. Ручно обојена плоча "Јесењи пејзаж. Поглед у Амхерст" је њено најчувеније дело.[64]
- 1835: Шкотска полиматичарка Мери Сомервил и немачка астрономка Каролина Хершел изабране су за прве женске чланице Краљевског астрономског друштва.[65][66]
- 1836: Рани енглески геолог и палеонтолог Етелдред Бенет, позната по својој обимној колекцији од неколико хиљада фосила, именована је за члана Царског природњачког друштва у Москви. Друштво – које је у то време примало само мушкарце – у почетку је Бенет сматрало мушкарцем због њене репутације научника и њеног необичног имена, адресирајући њену диплому о пријему на „Dominum“ (Мастер) Бенет.[67][68]
- 1840: Шкотска колекционарка фосила и илустраторка леди Елиза Марија Гордон-Каминг позвала је геологе Луиса Агасиа, Вилијама Бакленда и Родерика Марчисона да испитају њену колекцију рибљих фосила. Агаси је потврдио неколико њених открића као нове врсте.[69]
- 1843: Током деветомесечног периода 1842–1843, енглеска математичарка Ејда Лавлејс превела је чланак Луиђија Менабреа о најновијој предложеној машини Чарлса Бебиџа, аналитичкој машини. Уз чланак је додала низ белешки.[70] Њене белешке су биле означене абецедним редом од А до Г. У белешци Г, она описује алгоритам за аналитичку машину за израчунавање Бернулијевих бројева. Сматра се првим објављеним алгоритмом икада посебно прилагођеним за имплементацију на рачунару, а Ејда се често наводи као први компјутерски програмер из тог разлога.[71][72] Машина никада није завршена, тако да њен програм никада није тестиран.[73]
- 1843: Британска ботаничарка и пионирска фотографкиња Ана Аткинс објавила је своју књигу Фотографије британских алги, илуструјући рад са цијанотипима. Њена књига је била прва књига на било коју тему која је илустрована фотографијама.[74]
- 1846: Британски зоолог Ана Тин изградила је први стабилан, самоодрживи морски акваријум.[75]
- 1848: Америчка астрономка Марија Мичел постала је прва жена изабрана у Америчку академију наука и уметности; открила је нову комету.[76]
- 1848–1849: Енглеска научница Мери Ен Витби, пионирка у западњачком узгоју свилене бубе, сарађивала је са Чарлсом Дарвином у истраживању наследних квалитета свилених буба.[77][78]
- 1850: Америчко удружење за унапређење наука примило је своје прве жене чланице: астронома Марију Мичел, ентомолога Маргарету Морис и професорку науке Алмиру Харт Линколн Фелпс.[79]

## Касни 19. век
- 1854: Мери Хорнер Лајел је била конхолог и геолог. Најпознатија је по свом научном раду из 1854. године, када је проучавала своју колекцију копнених пужева са Канарских острва. Била је удата за познатог британског геолога Чарлса Лајела и помагала му је у његовом научном раду. Историчари верују да је вероватно дала велики допринос раду свог мужа.[80]
- 1854–1855: Флоренс Најтингејл је организовала бригу о рањеним војницима током Кримског рата. Била је енглески социјални реформатор и статистичар, и оснивач модерног сестринства. Њени кружни графикони јасно су показали да је већина смрти резултат болести, а не рана у борби или „других узрока“, што је навело ширу јавност да захтева побољшане санитарне услове у пољским болницама.[81]
- 1855: Радећи са својим оцем, велшки астроном и фотограф Тереза Дилвин Левелин направила је неке од најранијих фотографија месеца.[82]
- 1856: Амерички атмосферски научник Јунис Њутн Фут представила је свој рад „Околности које утичу на топлоту сунчевих зрака“ на годишњем састанку Америчког удружења за унапређење наука. Била је рани истраживач ефекта стаклене баште.[83]
- 1862: Белгијска ботаничарка Мари-Ан Либер постала је прва жена која се придружила Краљевском ботаничком друштву Белгије. Проглашена је за почасног члана.[61]
- 1863: Немачка природњакиња Амали Дитрих стигла је у Аустралију да прикупи биљне, животињске и антрополошке узорке за немачки музеј Годефроа. Остала је у Аустралији следећу деценију, откривајући низ нових биљних и животињских врста у том процесу, али је такође постала озлоглашена у каснијим годинама по уклањању скелета Абориџина – и могућем подстицању насиља над Абориџинима – у сврхе антрополошког истраживања.[84][85]
- 1865: Енглески геолог Елизабет Карни изабрана је за прву жену члана Краљевског геолошког друштва Корнвола.[86]

### 1870-те
- 1869/1870: Америчка пчеларка Елен Смит Тапер постала је прва жена уредница ентомолошког часописа.[87]
- 1870: Катарин Мареј Лајел је била британска ботаничарка, ауторка прве књиге о распрострањености папрати широм света и уредница свезака преписке неколико истакнутих научника тог доба.[88]
- 1870: Елен Сволоу Ричардс постала је прва Американка која је стекла диплому из хемије.[89]
- 1870: Руска хемичарка Ана Волкова постала је прва жена чланица Руског хемијског друштва.[90]
- 1874: Јулија Љермонтова је постала прва Рускиња која је докторирала хемију.[90]
- 1875: Мађарски археолог Зофија Торма ископала је локалитет Турдаш-Лунка у округу Хунедоара, данас у Румунији. Налазиште, које је открило вредне праисторијске артефакте, постало је једно од најважнијих археолошких открића у Европи.[91]
- 1876–1878: Америчка природњакиња Мери Трит проучавала је биљке месождерке на Флориди. Њен допринос научном разумевању начина на који ове биљке хватају и варе плен признали су Чарлс Дарвин и Ејса Греј.[92]
- 1878: Енглески ентомолог Еленор Ен Ормерод постала је прва жена чланица Краљевског метеоролошког друштва. Неколико година касније, именована је за консултантског ентомолога у Краљевском пољопривредном друштву.[93][94]
- 1879. Драга Љочић, српска лекарка, добротворка и феминисткиња, постала је 1872. прва Српкиња која је похађала циришки медицински факултет. Када је 1876. почео српско-турски рат (1876—1878) напустила је студије и придружила се српској војсци као болничарка и одликована је чином поручника. По завршетку рата Драга Љочић се вратила у Цирих, где је 1879. дипломирала са темом Прилог оперативној терапији фиброма материце и тако постала прва српска лекарка.[95]

### 1880-те
- 1880: Самоука немачка хемичарка Агнес Покелс почела је да истражује површински напон, поставши пионирска фигура у области науке о површини. Мерна опрема коју је развила пружила је основну основу за савремене квантитативне анализе површинских филмова.[96]
- 1883: Амерички етнолог Ермини Смит, прва жена теренски етнограф, објавила је своју збирку ирокеских легенди Митови о Ирокезима.[97]
- 1884: Рад енглеског зоолога Алис Џонсон о ембрионима тритона постао је први рад чији је аутор жена који се појавио у Proceedings of the Royal Society.[98]
- 1885: Британски природњак Меријен Фаркуерсон постала је прва жена чланица Краљевског микроскопског друштва.[99]
- 1886: Ботаничарка Емили Ловира Грегори постала је прва жена чланица Америчког друштва природњака.[100]
- 1887: Рејчел Лојд је постала прва Американка која је докторирала хемију, завршивши своје истраживање на швајцарском универзитету у Цириху.[101]
- 1888: Руска научница Софија Коваљевска открила је врх Коваљевска, један из кратке листе познатих примера кретања крутог тела којима се може управљати ручном манипулацијом једначина.[102][103]
- 1888: Америчка хемичарка Џозефин Силон Јејтс именована је за шефицу Одељења за природне науке на Линколн институту (касније Линколн универзитет), поставши прва црнкиња на челу одељења за науку на колеџу.[104][105]
- 1889: Геолошкиња Мери Емили Холмс постала је прва жена чланица Геолошког друштва Америке.[106]

### 1890-те
- 1890: Хемичарка Ида Фројнд, рођена у Аустрији, постала је прва жена која је радила као предавач хемије на универзитету у Уједињеном Краљевству. Унапређена је у редовног предавача на Њунхам колеџу у Кембриџу.[107]
- 1890: Едукатор популарне науке и писац Ањес Жиберн била је један од оснивача Британског астрономског удружења.[108] Након тога, енглески астроном Елизабет Браун именована је за директора Соларне секције удружења, добро познате по својим студијама о сунчевим пегама и другим соларним феноменима.[109]
- 1890: Математичарка Филипа Фосет постала је прва жена која је добила највиши резултат на математичким трипос испитима у Кембриџу.[110]
- 1891: Астрономка америчког порекла Доротеа Клампке именована је за шефа Бироа за мерења у Париској опсерваторији. Следећу деценију, поред завршетка доктората наука, радила је на пројекту мапирања неба. Добила је признање за свој рад првом наградом Prix de Dames од Астрономског друштва Француске и именована је за службеника Париске академије наука.[111]
- 1892: Амерички психолог Кристин Лад-Френклин представила је своју еволуциону теорију о развоју вида у боји на Међународном конгресу психологије.
- 1893: Флоренс Баском је постала друга жена која је докторирала геологију у Сједињеним Државама и прва жена која је докторирала на Универзитету Џонс Хопкинс.[112][113] Геолози је сматрају „првом женом геологом у овој земљи“.[114]
- 1893: Америчка ботаничарка Елизабет Гертруда Бритон постала је изнајмљени члан Ботаничког друштва Америке.[115]
- 1894: Америчка астрономка Маргарета Палмер постала је прва жена која је стекла докторат из астрономије.[116]
- 1895: Енглески физиолог Марион Бидер постала је прва жена која је говорила и представила свој рад на састанку Краљевског друштва.[117]
- 1896: Флоренс Баском је постала прва жена која је радила за Геолошки завод Сједињених Држава.[118][119]
- 1896: Енглески миколог и лихенолог Ени Лорен Смит постала је оснивач Британског миколошког друштва. Касније је два пута служила као председница.[120][121]
- 1897: Амерички цитолози и зоолози Катерин Фут и Ела Черч Стробел почеле су да раде као истраживачки партнери. Заједно су биле пионири у пракси фотографисања микроскопских истраживачких узорака и измислили нову технику за креирање узорака танког материјала на нижим температурама.[122]
- 1897: Америчка физичарка Изабел Стоун постала је прва жена која је докторирала физику у Сједињеним Државама. Написала је своју дисертацију "О електричној отпорности танких филмова" на Универзитету у Чикагу.[123][124]
- 1898: Данска физичарка Кирстин Мејер награђена је златном медаљом Краљевске данске академије наука и књижевности.[125]
- 1898: Италијански малаколог Маријана Паулучи поклонила је своју колекцију примерака Краљевском природњачком музеју у Фиренци. Паулучи је била прва научник који је саставио и објавио списак врста италијанских мекушаца.[126]
- 1899: Америчке физичарке Марша Кит и Изабел Стоун постале су чланице Америчког физичког друштва.[124][127]
- 1899: Ирска физичарка Едит Ен Стони именована је за предавача физике на Лондонској медицинској школи за жене, чиме је постала прва жена медицински физичар. Касније је постала пионирска фигура у примени рендгенских апарата на линијама фронта Првог светског рата.[128]

## Рани 20. век

### 1900-те
- 1900: Америчка ботаничарка Ана Мареј Вејл постала је први библиотекар њујоршке ботаничке баште. Кључни поборник оснивања институције, она је раније поклонила читаву своју колекцију од 3000 ботаничких примерака башти.[129]
- 1900: Физичарке Марија Кири и Изабела Стоун присуствовале су првом међународном конгресу физике у Паризу, Француска. Оне су биле једине две жене од 836 учесника.[124]
- 1901: Американка Флоренс Баском постала је прва жена геолог која је представила рад пред Геолошким заводом Вашингтона.[130]
- 1901: Чешка ботаничарка и зоолог Марија Зденка Баборова-Чихакова постала је прва жена у Чешкој која је докторирала.[131]
- 1901: Америчка астрономка Ени Канон објавила је свој први каталог звезданих спектара, који је класификовао звезде по температури. Овај метод су универзално и трајно усвојили други астрономи.[132]
- 1903: Грејс Колериџ Френкланд била је енглески микробиолог. Њено најзначајније дело је било Бактерије у свакодневном животу.[133]
- 1903: Пољска физичарка и хемичарка Марија Кири постала је прва жена која је добила Нобелову награду када је добила Нобелову награду за физику заједно са својим мужем, Пјером Киријем, „за њихова заједничка истраживања феномена зрачења које је открио професор Анри Бекерел, и Анријем Бекерелом "за његово откриће спонтане радиоактивности".[134][135][136]
- 1904: Амерички географ, геолог и едукатор Зонија Бејбер објавила је свој чланак „Обим географије“, у којем је изложила своје образовне теорије о настави географије. Она је тврдила да је студентима потребан интердисциплинарнији, искуственији приступ учењу географије: уместо ослањања на уџбенике, ученицима су потребни теренски рад, лабораторијски рад и знање о прављењу карата. Њене образовне идеје трансформисале су начин на који су школе предавале географију.[137]
- 1904: Британске хемичарке Ајда Смедли, Ајда Фројнд и Марта Вајтли организовале су петицију тражећи од Хемијског друштва да прими жене као стипендисте. Укупно 19 хемичарки су биле потписнице, али је њихово друштво одбило петицију.[138]
- 1904: Мери Стоупс била је британска књижевница, палеоботаничарка и борац за права жена. Дала је значајан допринос биљној палеонтологији и класификацији угља. Одржавала је предавања палеоботанике на Универзитету у Манчестеру од 1904. до 1910. године; у овом својству постала је прва жена академик тог универзитета.[139] Године 1909. изабрана је у Линеово друштво у Лондону.
- 1904: На децембарском састанку, Линеово лондонско друштво изабрало је своје прве жене стипендисте. Ове прве жене биле су хортикултуралиста Елен Вилмот, орнитолог Ема Тарнер, биолог Лилијан Гоулд, миколози Гулијелма Листер и Ени Лорен Смит и ботаничарке Мери Ен Стебинг, Маргарет Џејн Бенсон и Етел Саргант.[140][141]
- 1905: Америчка генетичарка Нети Стивенс открила је полне хромозоме.[142]
- 1906: Након земљотреса у Сан Франциску, америчка ботаничарка и кустос Алис Иствуд спасла је скоро 1500 ретких биљних примерака из запаљене зграде Калифорнијске академије наука. Њен систем курације држања типских примерака одвојено од других колекција – неконвенционалан у то време – омогућио јој је да брзо пронађе и преузме примерке.[143]
- 1906: Руска хемичарка Ирма Голдберг објавила је рад о две новооткривене хемијске реакције које укључују присуство бакра и стварање везе азот-угљеник са ароматичним халидом. Ове реакције су касније назване Голдбергова реакција и Џурдан-Улман-Голдбергова реакција.[144]
- 1906: Енглеска физичарка, математичарка и инжењерка Херта Ајртон постала је прва жена добитница Хјузове медаље Краљевског друштва у Лондону.[145]
- 1906: Након њене смрти, колекција енглеског лепидоптеристе Еме Хачинсон од 20.000 лептира и мољаца поклоњена је лондонском Природњачком музеју. Током свог живота објављивала је мало, и било јој је забрањено да се придружи локалним научним друштвима због свог пола, али је била награђена за свој рад када је варијанта облика лептира бело оцило названа hutchinsoni.[146]
- 1909: Алис Вилсон је постала прва жена геолог коју је ангажовао Геолошки завод Канаде.[147][148] Она је широко призната као прва канадска жена геолог.[149]
- 1909: Данска физичарка Кирстине Мејер постала је прва Данкиња која је стекла докторат из природних наука. Написала је дисертацију на тему „Развој концепта температуре“ у оквиру историје физике.[125]

### 1910-те
- 1911: Пољска физичарка и хемичарка Марија Кири постала је прва жена која је добила Нобелову награду за хемију, коју је добила „за откриће елемената радијума и полонијума, изоловањем радијума и проучавањем природе и једињења овог изузетног елемента“.[150][151][152] То ју је учинило првом особом која је два пута освојила Нобелову награду. Од 2022. године, она је једина жена која ју је добила два пута и једина особа која је добила Нобелову награду у две научне области.
- 1911: Норвешки биолог Кристин Боневи постала је прва жена чланица Норвешке академије наука и књижевности.[153]
- 1912: Америчка астрономка Хенријета Ливит проучавала је периоде  светлих-затамњених циклуса звезда Цефеида, а затим пронашла начин да израчуна растојање од таквих звезда до Земље.[150]
- 1912: Канадски ботаничар и генетичар Кери Дерик именована је за професора морфолошке ботанике на Универзитету Макгил. Била је прва жена која је постала редовни професор на било ком одсеку на канадском универзитету.[154]
- 1913: Регина Флешарова је постала прва Пољакиња која је докторирала природне науке.[155]
- 1913: Изабела Тексторисова, прва словачка жена ботаничарка, објавила је „Податке о флори из округа Туриец“ у часопису Botanikai Közlemények. Њен рад је открио више од 100 раније непознатих врста биљака из ове области.[156]
- 1913: Канадска лекарка и хемичарка Мод Ментен је коаутор рада о кинетици ензима, што је довело до развоја Михаелис-Ментенине кинетичке једначине.[157]
- 1913. Вукосава Марјановић Томић била је српска хемичарка и прва жена из Србија која је постала доктор наука на  Природно-математичком факултету Универзитета у Женеви 1913. године.[158]
- 1914–1918: Током Првог светског рата, тим од седам британских хемичарки спровео је пионирско истраживање хемијских противотрова. Вођа пројекта, Марта Вајтли, одликована је Орденом Британске империје за свој ратни допринос.[159]
- 1914-1918: Хелен Гвин-Вон, истакнути енглески ботаничар и миколог, била је прва жена која је за своју ратну службу одликована војним Одликовањем британског царства у јануару 1918. Служила је као командант Женског краљевског ваздухопловства од септембра 1918. до децембра 1919.[160]
- 1914: Миколог Етел Доиџ, рођена у Британији, постала је прва жена у Јужној Африци која је докторирала из било које теме, а докторирала је на Универзитету добре наде. Написала је тезу на тему „Бактеријска болест манга“.[161]
- 1916: Изабела Престон је постала прва жена професионални хибридист биљака у Канади, произвела је љиљан у облику трубе Џорџ Ц. Крилман. Њен љиљан је касније добио Награду за заслуге од Краљевског хортикултурног друштва.[162]
- 1916: Чика Курода је постала прва Јапанка која је стекла диплому, студирајући хемију на Тохоку Империјалном универзитету. Након дипломирања, касније је именована у звање доцента на универзитету.[163]
- 1917: Амерички зоолог Мери Џеј Ратбан је докторирала на Универзитету Џорџ Вашингтон. Упркос томе што никада није похађала колеџ – или било какво формално школовање изван средње школе – Ратбан је ауторка више од 80 научних публикација, описала је преко 674 нових врста ракова и развила систем за евиденцију о раковима у Смитсонијан музеју.[164]
- 1917: Холандски биолог и генетичар Јантина Тамес постала је прва жена универзитетски професор у Холандији. Именована је за ванредног професора фитопатологије на Универзитету у Утрехту.[165]
- 1918: Немачка физичарка и математичарка Еми Нетер створила је Нетерову теорему објашњавајући везу између симетрије и закона одржања.[166]
- 1919: Кетлин Мејзи Кертис је постала прва жена са Новог Зеланда која је стекла звање доктора наука, завршивши своју тезу о болести кромпира Synchytrium endobioticum на Империјалном колеџу за науку и технологију. Њено истраживање је наведено као „најистакнутији резултат у миколошким истраживањима која су презентована у последњих десет година”.[167]

### 1920-те
- 1920: Лујза Болас је изабрана за члана Краљевског друштва Јужне Африке због њеног доприноса ботаници. Током свог живота, Болас је идентификовала и именовала више од 1.700 нових јужноафричких биљних врста – више врста него било који други ботаничар у Јужној Африци.[168]
- 1922. Ксенија Атанасијевић била је српски филозоф и преводилац [169] прва доценткиња и прва жена која је докторирала на Београдском универзитету 1922. године.[170]  Дипломирала је чисту филозофију са класичним језицима.
- 1923: Марија Ферари, аргентински лекар, стекла је прву диплому коју је жени доделио Медицински факултет Универзитета у Паризу за њене студије уринарног тракта.[171]
- 1924: Флоренс Баском је постала прва жена изабрана у Савет Геолошког друштва Америке.[130]
- 1925: Мексичко-америчка ботаничарка Инес Мешиа кренула је на своју прву ботаничку експедицију у Мексико, сакупивши преко 1500 биљних примерака. Током наредних тринаест година, прикупила је више од 145.000 примерака из Мексика, Аљаске и више земаља Јужне Америке. Открила је 500 нових врста.[172]
- 1925: Америчка медицинска научница Флоренс Сабин постала је прва жена изабрана у Националну академију наука.[173]
- 1925: Британско-америчка астрономка и астрофизичарка Сесилија Пејн Гапошкин установила је да је водоник најчешћи елемент у звездама, а самим тим и најзаступљенији елемент у универзуму.[174]
- 1927: Коно Јасуи је постала прва Јапанка која је стекла докторат наука, студирајући на Токијском империјалном универзитету и завршивши тезу на тему „Студије о структури лигнита, мрког угља и битуменског угља у Јапану“.[175]
- 1928: Алис Еванс је постала прва жена изабрана за председницу Друштва америчких бактериолога.[176]
- 1928: Хелен Батл је постала прва жена која је стекла докторат из биологије мора у Канади.[177]
- 1928: Британски биолог Кетлин Карпентер објавила је први уџбеник на енглеском језику посвећен слатководној екологији: Живот у копненим водама.[178]
- 1929: Америчка ботаничарка Маргарет Клеј Фергусон постала је прва жена председница Ботаничког друштва Америке.[179]
- 1929: Шкотско-нигеријска жена Агнес Јуванде Савиџ постала је прва жена из Западне Африке која је дипломирала медицинску школу и стекла диплому на Универзитету у Единбургу.[180][181][182]

### 1930-те
- 1930: Консепсион Мендизабал Мендоза је постала прва жена у Мексику која је стекла диплому грађевинског инжењера.[183]
- 1932: Мичијо Цујимура је постала прва Јапанка која је стекла докторат из пољопривреде. Студирала је на Токијском Империјалном универзитету, а докторска теза носила је наслов „О хемијским компонентама зеленог чаја“.[184]
- 1933: Мађарска научница Елизабет Рона добила је Хајтингерову награду од Аустријске академије наука за свој метод екстракције полонијума.[185][186]
- 1933: Амерички бактериолог Рут Ела Мур постала је прва Афроамериканка која је докторирала природне науке, завршивши докторат из бактериологије на Државном универзитету у Охају.[187]
- 1935: Француска хемичарка Ирена Жолио-Кири добила је Нобелову награду за хемију заједно са Фредериком Жолио-Киријем „за њихову синтезу нових радиоактивних елемената“.[188]
- 1935: Америчка хибридиста биљака Грејс Стартевант, „Прва дама ириса“, добила је златну медаљу Америчког друштва ириса за животно дело.[189]
- 1936: Едит Пач је постала прва жена председница Ентомолошког друштва Америке.[190]
- 1936: Миколог Кетлин Мејзи Кертис изабрана је за прву женску стипендисткињу у Краљевском друштву Новог Зеланда.[167][191]
- 1936: Дански сеизмолог и геофизичар Инга Леман открила је да Земља има чврсто унутрашње језгро различито од њеног растопљеног спољашњег језгра.[192]
- 1937: Канадски форензички патолог Френсис Гертруд Мекгил помогла је Краљевској канадској коњичкој полицији у успостављању њихове прве лабораторије за форензичку детекцију.[193]
- 1937: Сузан Комхер-Силван је постала прва жена хаићански антрополог и прва Хаићанка која је завршила докторат, добивши докторску диплому на Универзитету у Паризу.[194][195][196]
- 1937: Маријета Блау и њена ученица Херта Вамбахер, обе аустријске физичарке, добиле су Либенову награду Аустријске академије наука за свој рад на посматрању космичких зрака применом технике нуклеарних емулзија.[197][198]
- 1938: Елизабет Абимбола Аволи постала је прва жена која је добила дозволу да се бави медицином у Нигерији након што је дипломирала на Тринити колеџу у Даблину и прва жена у западној Африци са лиценцом краљевског хирурга (Даблин).[199][200][201][202]
- 1938: Геолог Алис Вилсон постала је прва жена именована за члана Краљевског друштва Канаде.[149]
- 1938: Јужноафричка природњакиња Марџори Кортнеј-Латимер открила је живу рибу целакант ухваћену у близини реке Чалумне. Веровало се да је врста изумрла пре више од 60 милиона година. У њену част је названа Latimeria chalumnae.[203]
- 1939: Аустријско-шведска физичарка Лиза Мајтнер, заједно са Отом Ханом, предводила је малу групу научника који су први открили нуклеарну фисију уранијума када је апсорбовао додатни неутрон; резултати су објављени почетком 1939.[204][205]
- 1939: Француска физичарка Маргерит Переј открила је францијум.[206]

### 1940-те
- 1940: Турски археолог, сумеролог, асириолог и писац Муазез Илмије Чиг, након дипломирања 1940. године, започела је вишедеценијску каријеру у Музеју античког Оријента, једној од три такве институције које чине истанбулски археолошки музеји, као стални специјалиста у области таблица клинастог писма, од којих су хиљаде чуване непреведене и некласификоване у архиви објекта. Током година, захваљујући њеним напорима у дешифровању и објављивању, Музеј је постао центар за учење блискоисточних језика који су похађали истраживачи древне историје из свих делова света.[207]
- 1941: Америчка научница Рут Смит Лојд постала је прва Афроамериканка која је докторирала анатомију.[208]
- 1942: Аустријско-америчка глумица и проналазач Хеди Ламар и композитор Џорџ Антајл развили су систем радио навођења за савезничка торпеда који је победио претњу ометања од стране сила Осовине. Иако америчка морнарица није усвојила ту технологију све до 1960-их, принципи њиховог рада су уграђени у Блутут технологију и слични су методама које се користе у старим верзијама CDMA и Wi-Fi. Овај рад је довео до њиховог увођења у Националну кућу славних проналазача 2014.
- 1942: Амерички геолог Маргерит Вилијамс постала је прва Афроамериканка која је докторирала геологију у Сједињеним Државама. Докторирала је са тезом Историја ерозије у сливу Анакостије на Католичком универзитету.[209][210]
- 1942: Америчка инжењерка за ваздухопловство Мери Голда Рос се запослила у компанији Lockheed Corporation, где је пружала услуге решавања проблема за војне авионе. Наставила је да ради за НАСА-у, развијајући оперативне захтеве, планове лета и Планетарни приручник за летове за мисије свемирских летелица као што је програм Аполо.[211]
- 1943: Британски геолог Ајлин Гапи је унапређена у чин асистента геолога, чиме је постала прва жена дипломирани геолог именована у научно особље Британског геолошког завода.[212]
- 1944: Индијска хемичарка Асима Чатерџи постала је прва Индијка која је добила докторат наука, завршивши студије на Универзитету у Калкути. Основала је Одсек за хемију на колеџу Лејди Брабурн.[213]
- 1945: Америчке физичарке и математичарке Френсис Спенс, Рут Тејтелбаум, Марлин Мелцер, Бети Холбертон, Џин Бартик и Кетлин Антонели програмирале су електронски рачунар опште намене ENIAC, нашавши се међу првим компјутерским програмерима на свету.[214]
- 1945: Биохемичарка Марџори Стивенсон и Кетлин Лонсдејл, кристалограф, пацифиста и активиста за реформу затвора, изабране су за прве чланице Краљевског друштва.[215]
- 1947: Аустријско-америчка биохемичарка Герти Кори постала је прва жена која је добила Нобелову награду за физиологију или медицину, коју је добила заједно са Карлом Фердинандом Коријем „за њихово откриће тока каталитичке конверзије гликогена“ и Бернардом Албертом Хусејем за његово откриће улоге хормона предњег режња хипофизе у метаболизму шећера“.[216][217][218]
- 1947: Америчка биохемичарка Мари Мејнард Дејли постала је прва Афроамериканка која је завршила докторат из хемије у Сједињеним Државама. Завршила је своју дисертацију под насловом „Студија о производима насталим дејством амилазе панкреаса на кукурузни скроб“ на Универзитету Колумбија.[219]
- 1947: Берта Карлик, аустријска физичарка, добила је Хајтингерову награду Аустријске академије наука за откриће астата.[220]
- 1947: Сузан Офори-Ата је постала прва жена из Гане која је стекла диплому медицине када је дипломирала на Универзитету у Единбургу.[181][182]
- 1948: Канадски биљни патолог и миколог Маргарет Њутн постала је прва жена којој је Краљевско друштво Канаде доделило медаљу Флавел, као признање за њено опсежно истраживање гљивичне болести рђе пшенице. Њени експерименти су довели до развоја сојева пшенице отпорних на рђу.[221]
- 1948: Амерички лимнолог Рут Патрик са Академије природних наука у Филаделфији предводила је мултидисциплинарни тим научника на опсежном истраживању загађења слива реке Конестога у Пенсилванији.[222] Патрикова је постала водећи ауторитет за еколошке ефекте загађења река, добивши Тајлерову награду за еколошка достигнућа 1975.[223]
- 1949: Ботаничар Валида Тутејуг је постала прва Азербејџанка која је докторирала биолошке студије. Написала је прве националне уџбенике ботанике и биологије на азербејџанском језику.[224]
- Винифред Голдринг била је амерички палеонтолог и постала је прва жена председница Палеонтолошког друштва, њен рад је укључивао опис строматолита, као и проучавање девонских криноида.[225][226] Била је прва жена у САД која је именована за државног палеонтолога.[227]

## Касни 20. век

### 1950-те
- 1950-их: Кинеско-америчка медицинска научница Саи-Фен Ју суосновала је клинику у медицинском центру Маунт Синај за проучавање и лечење гихта. Радећи са Алекандером Б. Гутманом, Ју је установила да су нивои мокраћне киселине фактор у болу код пацијената са гихтом, а затим је развила више ефикасних лекова за лечење гихта.[228]
- 1950: Кинеско-америчка физичарка Чиен-Шиунг Ву доказала је валидност квантног спрезања које се супротставља ЕПР парадоксу Алберта Ајнштајна. Такође је доказала валидност бета распада отприлике у то време.[229][230][231][232]
- 1950: Матилда Клерк из Гане је постала прва жена у Гани и западној Африци која је похађала постдипломске студије, стекавши постдипломске дипломе на Лондонској школи хигијене и тропске медицине.[181][182]
- 1950: Изабела Абот је постала прва домородна жена са Хаваја која је докторирала у било којој науци; њен докторат је био у области ботанике.[233][234]
- 1950: Амерички микробиолог Естер Ледерберг постала је прва која је изоловала ламбда бактериофаг, ДНК вирус, из Escherichia coli К-12.[235]
- 1951: Естер Афуа Оклу из Гане постала је прва особа афричког порекла која је стекла диплому кувања на Институту за домаћинство у Лондону и похађала постдипломски курс очувања хране на истраживачкој станици Лонг Аштон, Одељење за хортикултуру, Универзитет у Бристолу.[236][237][238]
- 1952: Америчка информатичарка Грејс Хопер завршила је оно што се сматра првим компилатором, програмским преводиоцем. Био је познат као компилатор А-0.[239]
- 1952: Под надзором британске хемичарке и биофизичарке Розалинд Френклин, Рејмонд Гослинг је направио Фотографију 51, слику рендгенске дифракције кристализоване ДНК, у мају 1952, радећи као докторант;[240][241][242][243] то је био критичан доказ[244] у идентификацији структуре ДНК.[245]
- 1952: Канадска пољопривредница Мери Мекартур постала је прва жена сарадница Пољопривредног института Канаде због њеног доприноса науци о дехидрацији и замрзавању хране.[246][247]
- 1953: Канадско-британски радиобиолог Алма Хауард је коаутор рада који претпоставља да ћелијски живот прелази кроз четири различита периода. Ово је постао први концепт ћелијског циклуса.[248]
- 1954: Луси Кранвел је била прва жена која је добила Хекторову медаљу Краљевског друштва Новог Зеланда. Била је препозната по свом пионирском раду са поленом у новој области палинологије.[249]
- 1955: Мојра Данбар је постала прва жена глациолог која је проучавала морски лед са канадског ледоломца.[250][251][252]
- 1955: Јапанска геохемичарка Кацуко Сарухаши објавила је своје истраживање о мерењу нивоа угљене киселине у морској води. Њен рад је допринео глобалном разумевању климатских промена, а њену табелу су океанографи користили наредних 30 година.[253]
- 1955–1956: Совјетски морски биолог Марија Кленова постала је прва жена научница која је радила на Антарктику, спроводећи истраживања и помажући у успостављању антарктичке станице Мирни.[254]
- 1956: Канадски зоолог и феминисткиња Ен Инис Даг започела је пионирско истраживање понашања дивљих жирафа у Јужној Африци у Националном парку Кругер. Истраживала је и објављивала законе о феминизму и анти-непотизму на академским институцијама у Северној Америци.
- 1956: Кинеско-америчка физичарка Чиен-Шиунг Ву спровела је експеримент са групом из Националног бироа за стандарде, који је постао познат као Ву експеримент, и показала да се парност може нарушити у слабој интеракцији.[255] Нобелову награду добиле су само њене мушке колеге.
- 1956: Дороти Хил је постала прва Аустралијанка изабрана за члана Аустралијске академије наука.[256]
- 1956: Енглески зоолог и генетичар Маргарет Басток објавила је прве доказе да појединачни ген може променити понашање.[257]
- 1957–1958: Кинеска научница Ланјинг Лин произвела је прве кинеске монокристале германијума и силицијума, и постала пионир у новим техникама у развоју полупроводника.[258]
- 1959: Кинески астроном Ји Шухуа водила је развој Заједничког кинеског универзалног временског система, који је постао кинески национални стандард за мерење универзалног времена.[259]
- 1959: Сузан Офори-Ата, прва жена лекар у Гани, постала је оснивачки члан Ганске академије наука и уметности.[260][261]

### 1960-те
- 1960: Британски приматолог Џејн Гудол почела је да проучава шимпанзе у Танзанији; њено проучавање трајало је преко 50 година. Њена запажања су довела у питање претходне идеје да само људи праве алате и да су шимпанзе у основи имале вегетаријанску исхрану.[262][263]
- Почетком 1960-их: немачко-канадски металург Урсула Френклин проучавала је нивое радиоактивног изотопа стронцијума-90 који су се појављивали у зубима деце као нуспојаве при тестирању нуклеарног оружја. Њено истраживање је утицало на Споразум о делимичној забрани нуклеарних проба из 1963.[264]
- 1960-тих: Америчка математичарка Кетрин Џонсон израчунавала је путање летова у НАСА-и за свемирске летове са посадом.[265]
- 1961: Индијска хемичарка Асима Чатерџи постала је прва жена која је добила награду Шанти Сваруп Батнагар. Добила је признање у категорији хемијских наука за допринос фитомедицини.[266]
- 1962: Рејчел Карсон је била америчка морска биологиња, ауторка и активисткиња за заштиту природе чија су књига Тихо пролеће и други текстови заслужни за унапређење глобалног покрета за животну средину.[267]
- 1962: Јужноафричка ботаничарка Маргарет Левинс постала је прва жена председница Краљевског друштва Јужне Африке.[268]
- 1962: Француска физичарка Маргерит Пере постала је прва жена стипендиста изабрана у Академију наука.[269]
- 1963: Елса Г. Вилмундардотир је постала прва жена исландски геолог, која је завршила студије на Универзитету у Стокхолму.[270]
- 1963: Марија Геперт Мајер постала је прва Американка која је добила Нобелову награду за физику; поделила је награду са Ј. Хансом Д. Јенсеном "за њихова открића у вези са структуром нуклеарне љуске" и Јуџином Вигнером "за његов допринос теорији атомског језгра и елементарних честица, посебно кроз откривање и примену основних принципа симетрије".[271][272][273]
- 1964: Америчка математичарка Ајрин Стеган објавила је Приручник математичких функција, широко коришћено и широко цитирано референтно дело из примењене математике.
- 1964: Британска хемичарка Дороти Кроуфут Хоџкин добила је Нобелову награду за хемију „за одређивање структуре важних биохемијских супстанци помоћу рендгенских техника“.[274]
- 1964: Шкотски виролог Џун Алмеида направила је прву идентификацију људског коронавируса.[275]
- 1965: Сестра Мери Кенет Келер постала је прва Американка која је добила докторат. у информатици.[276] Њена теза је била под називом "Индуктивно закључивање о компјутерски генерисаним обрасцима".[277]
- 1966: Јапански имунолог Теруко Ишизака, радећи са Кимишигеом Ишизаком, открила је класу антитела имуноглобулина Е.[278]
- 1967: Британска астрофизичарка Џослин Бел Бернел заједно са другим научницима, открила је прве радио пулсаре.[279]
- 1967: Сју Арнолд је постала прва жена из Британског геолошког завода која је отишла на море на истраживачком броду.[212]
- 1967: Јужноафрички радиобиолог Тиквах Алпер открила је да се заразна болест мозга која погађа овце, не шири преко ДНК или РНК као вирусна или бактеријска болест. Ово откриће је омогућило научницима да боље разумеју болести изазване прионима.[280][281]
- 1967: Ивон Брил, канадско-америчка инжењерка ракетног и млазног погона, изумела је погонски систем са отпорношћу на хидразин.
- 1968: Јапански пионир молекуларне биологије Цунеко Оказаки проучавала је репликацију ДНК и открила Оказакијеве фрагменте.[282]
- 1969: Берис Кокс је постала прва жена палеонтолог у Британском геолошком заводу.[212]
- 1969: Астрономка рођена у Украјини Светлана Герасименко заједно је открила комету 67П/Чурјумов–Герасименко.[283]

### 1970-те
- 1970: Дороти Хил је постала прва жена председница Аустралијске академије наука.[256]
- 1970: Самира Ислам је постала прва особа из Саудијске Арабије која је стекла докторат из фармакологије.[284]
- 1970: Астроном Вера Рубин објавила је прве доказе о тамној материји.[285]
- 1970: Пољски геолог Франћиска Симаковска постала је надалеко позната због својих јединствених и детаљних геолошких цртежа који се и данас користе.
- 1973: Америчка физичарка Ана Кобл постала је прва Афроамериканка која је докторирала из биофизике, завршивши своју дисертацију на Универзитету у Илиноису.[286]
- 1974: Доминикански морски биолог Иделиса Бонели основала је Академију наука Доминиканске Републике.[287]
- 1975: Индијска хемичарка Асима Чатерџи је изабрана за генералног председника Удружења индијског научног конгреса. Истовремено је постала прва жена научник икада изабрана за члана конгреса.[288]
- 1975: Индијска генетичарка Арчана Шарма добила је награду Шанти Сваруп Батнагар, као прва женска добитница у категорији биолошких наука.[289][290]
- 1975: Жене службенице Британског геолошког завода више нису морале да дају оставку након удаје.[212]
- 1975: Чиен-Шиунг Ву је постала прва жена председница Америчког физичког друштва.[291]
- 1976: Филипинско-амерички микробиолог Росели Окампо-Фридман отпутовала је на Антарктик са Имреом Фридманом и открила микроорганизме који живе у порозној стени пустиње Рос. Ови организми - криптоендолити - су уочени како преживљавају на екстремно ниским температурама и влажности, помажући научним истраживањима могућности живота на Марсу.[292]
- 1976: Маргарет Бербиџ је проглашена за прву жену председницу Америчког астрономског друштва.[293][294]
- 1977: Америчка медицинска физичарка Розалин Јалоу добила је Нобелову награду за физиологију и медицину „за развој радиоимуних тестова пептидних хормона“ заједно са Роџером Гијманом и Ендрјуом В. Шалијем који су је добили „за своја открића у вези са производњом пептидних хормона у мозгу“.[295]
- 1977: Џој Адамсон била је природњак, уметница и писац. Њена књига Born Free, међународни бестселер, описује њена искуства у подизању младунчета лава по имену Елза. Према књизи је направљен истоимени филм који је освојио Оскара. Године 1977. одликована је аустријским Крстом части за науку и уметност.[296]
- 1977: Основано је Удружење жена геонаучника.[297]
- 1977: Аргентинско-канадска научница Вероника Дал постала је прва жена дипломирала на Универзитету у Марсеју (и једна од првих жена на свету) која је стекла докторат из области вештачке интелигенције.[298]
- 1977: Канадско америчка научница Елизабет Стерн објавила је своје истраживање о вези између пилула за контролу рађања – које су садржавале висок ниво естрогена у то време – и повећаног ризика од развоја рака грлића материце код жена. Њени подаци помогли су у притисцима на фармацеутску индустрију да обезбеди сигурније контрацептивне пилуле са нижим дозама хормона.[299]
- 1978: Ана Џејн Харисон постала је прва жена председница Америчког хемијског друштва.[300]
- 1978: Милдред Кон је била прва жена председница Америчког друштва за биохемију и молекуларну биологију, тада названог Америчко друштво биолошких хемичара.[301][302][303]

### 1980-те
- 1980: Јапански геохемичар Кацуко Сарухаши постала је прва жена изабрана у Научни савет Јапана.[304]
- 1980: Нигеријска геофизичарка Дебора Ајакаје постала је прва жена у било којој западноафричкој земљи која је именована за редовног професора физике.[305][306] Током своје научне каријере, постала је прва жена изабрана у Нигеријску академију наука и прва жена декан науке у Нигерији.[307]
- 1981: Вера Рубин је била друга жена астроном изабрана у Националну академију наука. На постдипломским студијама на Универзитету Корнел и Универзитету Џорџтаун, посматрала је одступања од Хабловог закона у галаксијама и пружила доказе за постојање галактичких кластера.[308]
- 1982: Џанет Вида Вотсон, са чланством у Краљевском друштву,[309] и Геолошком друштву Лондона, је била британски геолог. Била је професор геологије на Империјал колеџу у Лондону. Године 1982. изабрана је за председника Геолошког друштва Лондона, прва жена која је заузела ту функцију.[310]
- 1983: Америчка цитогенетичарка Барбара Маклинток добила је Нобелову награду за физиологију или медицину за своје откриће генетске транспозиције; била је прва жена која је добила ту награду, а да је није поделила, и прва Американка која је добила било коју неподељену Нобелову награду.[311][312][313][314][315]
- 1983: Бразилски агроном Јохана Деберајнер постала је један од оснивача Светске академије наука.[316]
- 1983: Индијски имунолог Индира Нат постала је прва научница која је добила награду Шанти Сваруп Батнагар у категорији медицинских наука.[290][317]
- 1983: Геолог Судипта Сенгупта и морски биолог Адити Пант постале су прве Индијке које су посетиле Антарктик.[318]
- 1985: Након идентификације ХИВ-а као узрока сиде, кинеско-амерички виролог Флоси Вонг-Стал постала је први научник који је клонирао и генетски мапирао вирус ХИВ-а, што је омогућило развој првих тестова за скрининг на ХИВ.[319]
- 1986: Италијански неуролог Рита Леви-Монталчини добила је Нобелову награду за физиологију или медицину, подељену са Стенлијем Коеном, „за њихова открића фактора раста“.[320]
- 1988: Америчка биохемичарка и фармаколог Гертруда Елајон добила је Нобелову награду за физиологију или медицину заједно са Џејмсом В. Блеком и Џорџом Х. Хичинсом „за њихова открића важних принципа за лечење лековима“.[321]
- 1988: Америчка научница и проналазач Патриша Бат постала је прва Афроамериканка која је патентирала медицински уређај, односно Ласерфако сонду за побољшање употребе ласера за уклањање катаракте.[322]

### 1990-те
- 1991: Дорис Малкин Кертис је постала прва жена председница Геолошког друштва Америке.[323]
- 1991: Индијски геолог Судипта Сенгупта постала је прва жена научница која је добила награду Шанти Сваруп Батнагар у категорији науке о Земљи.[290][324]
- Хелен Патриша Шарман, са Орденом британског царства и, члан Краљевског хемијског друштва је хемичарка која је постала први британски астронаут, као и прва жена која је посетила свемирску станицу Мир у мају 1991.[325]
- 1992: Меј Џемисон је амерички инжењер, лекар и бивши НАСА-ин астронаут. Постала је прва црнкиња која је отпутовала у свемир када је служила као специјалиста мисије на свемирском шатлу Ендевр. Џемисонова се придружила НАСА-ином корпусу астронаута 1987. и изабрана је да служи за мисију СТС-47, током које је кружила око Земље од 12-20. септембра 1992.[326]
- 1992: Едит Флениген је постала прва жена која је награђена Перкин медаљом (која се сматра највишом части у америчкој индустријској хемији) за њена изузетна достигнућа у примењеној хемији.[327][328]
- 1995: Немачки биолог Кристијана Нуслајн-Волхард добила је Нобелову награду за физиологију и медицину, подељену са Едвардом Б. Луисом и Ериком Ф. Вишаусом, „за њихова открића у вези са генетском контролом раног ембрионалног развоја“.[329]
- 1995: Британски геоморфолог Марџори Свитинг објавила је први свеобухватни западни извештај о кинеском карсту, под насловом Карст у Кини: његова геоморфологија и животна средина.[330][331]
- 1995: Израелско-канадски математички биолог Ли Кешет постала је прва жена председница Међународног друштва за математичку биологију.[332]
- 1995: Инспектори Специјалне комисије Уједињених нација открили су да је ирачки микробиолог Рихаб Таха, надгледала тајни десетогодишњи програм развоја биолошког оружја у Ираку.[333][334]
- 1996: Америчка планетарна научница Маргарет Кивелсон предводила је тим који је открио први подземни, слани океан на ванземаљском свету, на јовијанском месецу Европи.[335][336]
- 1997: Литванско-канадски приматолог Бируте Галдикас добила је Тајлерову награду за еколошка достигнућа за свој истраживачки и рехабилитациони рад са орангутанима. Њен рад са орангутанима, који је на крају трајао више од 30 година, касније је 2014. препознат као једно од најдужих континуираних научних студија о дивљим животињама у историји.[337]
- 1997: Чилеански астроном Марија Тереза Руиз открила је Келу 1, једног од првих уочених смеђих патуљака. Као признање за своје откриће, постала је прва жена која је добила чилеанску Националну награду за егзактне науке.[338][339]
- 1998: Медицинска сестра Фани Гастон-Јохансон постала је прва афроамеричка жена која је била редовни професор на Универзитету Џонс Хопкинс.[340]
- Касне 1990-те: етиопско-амерички хемичар Сосина М. Хаиле развила је прву горивну ћелију са чврстом киселином.[341][342]

## 21. век

### 2000-те
- 2000: Венецуеланска астрофизичарка Кети Вивас представила је своје откриће око 100 „нових и веома удаљених“ звезда РР Лире, пружајући увид у структуру и историју галаксије Млечног пута.[343]
- 2003: Америчка геофизичарка Клаудија Александер надгледала је завршну фазу пројекта Галилео, мисије истраживања свемира која се завршила на планети Јупитер.[344]
- 2004: Амерички биолог Линда Б. Бак добила је Нобелову награду за физиологију и медицину заједно са Ричардом Акселом „за њихова открића рецептора мириса и организацију олфакторног система“.[345]
- 2005. Јасмина Вујић је прва жена декан катедре за нуклеарни инжењеринг на Универзитету Калифорније у Берклију.[346] Oд 2005. до 2009. године била руководилац/декан Факултета за нуклеарну технику, као прва жена која је имала ову дужност на сличним факултетима у САД. Након деканске позиције, Јасмина је остала редовни професор на факултету док је уједно радила на оснивању Центра за нуклеарна истраживања, чији је и директор.
- 2006: Чилеанска биохемичарка Сесилија Идалго Тапија постала је прва жена која је добила чилеанску Националну награду за природне науке.[347]
- 2006: Кинеско-амерички биохемичар Иџи Џејн Тао предводила је тим истраживача који су први мапирали атомску структуру вируса грипа А, доприносећи антивирусним истраживањима.[348][349]
- 2006: Паразитолог Сузан Лим постала је први малезијски научник изабран у Међународну комисију за зоолошку номенклатуру.[350]
- 2006: Мериме Чадид је постала прва Мароканка и прва жена астроном која је отпутовала на Антарктик, предводећи међународни тим научника у постављању велике опсерваторије на Јужном полу.[351]
- 2006: Амерички компјутерски научник Франсес Ален освојила је Тјурингову награду за „пионирски допринос теорији и пракси оптимизације техника компилатора које су поставиле темеље за модерне компилаторе за оптимизацију и аутоматско паралелно извршавање“. Била је прва жена која је освојила награду.[352]
- 2006: Канадско-америчка информатичарка Марија Клаве постала је председница Харви Мад колеџа.[353]
- 2007: Користећи сателитске снимке, египатски геоморфолог Имен Хонејм открила је трагове мега језера старог 11.000 година у пустињи Сахара. Откриће је расветлило порекло највећег савременог резервоара подземне воде на свету.[354]
- 2007: Физичарка Ибтесам Бадрес била је прва жена из Саудијске Арабије која је постала чланица Европске организације за нуклеарна истраживања (CERN).[355]
- 2008: Француски виролог Франсоаз Баре Синуси добила је Нобелову награду за физиологију или медицину, подељену са Харалдом цур Хаузеном и Ликом Монтањијеом, „за њихово откриће ХИВ-а, вируса хумане имунодефицијенције“.[356]
- 2008: Аустралијанка Пени Сакет, рођена у Америци, постала је прва жена главни научник у Аустралији.[357]
- 2008: Амерички информатичар Барбара Лисков освојила је Тјурингову награду за „допринос практичним и теоријским основама програмског језика и дизајна система, посебно у вези са апстракцијом података, толеранцијом грешака и дистрибуираним рачунарством“.[358]
- 2009: Амерички молекуларни биолог Керол Грајдер добила је Нобелову награду за физиологију и медицину заједно са Елизабет Блекберн и Џеком В. Шостаком „за откриће како су хромозоми заштићени теломерима и ензимом теломеразом“.[359]
- 2009: Израелска кристалографкиња Ада Јонат, заједно са Венкатраманом Рамакришнаном и Томасом Стајцом, добила је Нобелову награду за хемију „за проучавање структуре и функције рибозома“.[360]
- 2009: Кинески генетичар Зенг Фањи и њен истраживачки тим објавили су резултате својих експеримента који доказују да се индуковане плурипотентне матичне ћелије могу користити за стварање целих тела сисара – у овом случају, живих мишева.[361]

### 2010-те
- 2010: Марша Мекнат је постала прва жена директор Геолошког завода Сједињених Држава.[362]
- 2011: Казахстанска студенткиња неуронауке и компјутерска хакерка Александра Елбакјан покренула је Sci-Hub, веб локацију која корисницима пружа пиратске копије научних научних радова. У року од пет година, Sci-Hub је порастао на 60 милиона радова и забележио преко 42 милиона годишњих преузимања од стране корисника. Њу је тужила велика академска издавачка компанија Елсевиер, а Sci-Hub је касније уклоњен, али се поново појавио под другим именима домена.[363]
- 2011: Тајванско-амерички астрофизичар Чунг-Пеј Ма предводила је тим научника у откривању две највеће црне рупе икада примећене.[364]
- 2012. Гордана Вуњак Новаковић je српско-америчка биоинжењерка и универзитетска професорка. На Универзитету Колумбија је професор од 2005. године. 2012. године је изабрана у америчку Националну академију за инжењерство, а две године касније у Националну академију за медицину[365] и Националну академију проналазача,[366] и једина је жена на Универзитету Колумбија изабрана у све три академије.[367]
- 2012. Ивана Гађански, српска научница и универзитетски професор, докторирала је на Универзитету у Гетингену, где је радила на дисертацији о улози калцијума у мултиплој склерози и паралелно радила на "Макс Планк" институту за биофизичку хемију. Ивана је прва особа из Србије која је постала члан “TEDGlobal Fellow” програма 2012. године и једина представница из Србије која је држала говор на ТЕД конференцији.[368]
- 2012: Информатичар и криптограф Шафи Голдвасер освојила је Тјурингову награду за свој допринос криптографији и теорији комплексности.[369]
- 2013: Канадски специјалиста за генетику Тури Кинг идентификовала је 500 година старе скелетне остатке краља Ричарда III.[370]
- 2013: Кенијски ихтиолог Дороти Ванџа Нинги објавила је први водич за слатководне врсте риба Кеније.[371]
- 2014: Норвешки психолог и неуронаучник Меј-Брит Мојзер добила је Нобелову награду за физиологију и медицину, коју је поделила са Едвардом Мојзером и Џоном О'Кифом, "за њихова открића ћелија које чине систем позиционирања у мозгу".[372]
- 2014: Амерички палеоклиматолог и морски геолог Морин Рејмо постала је прва жена која је добила Воластон медаљу, највишу награду Геолошког друштва Лондона.[373][374]
- 2014: Америчка теоријска физичарка Ширли Ен Џексон награђена је Националном медаљом науке. Џексон је била прва Афроамериканка која је докторирала на Технолошком институту у Масачусетсу (МИТ) током раних 1970-их, и прва жена која је председавала америчком нуклеарном регулаторном комисијом.[375][376]
- 2014: Иранска математичарка Марјам Мирзахани постала је прва жена која је добила Филдсову медаљу, за свој рад у „динамици и геометрији Риманових површина и њихових модула простора“.[377]
- 2015. Међународни дан жена и девојака у науци се обележава 11. фебруара.[378] Установљен је 22. децембра 2015. на Генералној скупштини Уједињених нација (УН).[379] Циљ његовог обележавања је подстицање жена и девојака да се баве науком и каријером у научном раду.
- 2015: Кинески медицински научник Ту Јоујоу добила је Нобелову награду за физиологију или медицину, подељену са Вилијамом Кембелом и Сатошијем Омуром; добила га је „за своја открића у вези са новом терапијом против маларије“.[380]
- 2015: Аша де Вос је постала прва особа са Шри Ланке која је докторирала у истраживању морских сисара, завршивши своју тезу „Фактори који утичу на агрегације плавих китова код јужне Шри Ланке“ на Универзитету Западне Аустралије.[381][382]
- 2016: Марша Мекнат је постала прва жена председница Америчке националне академије наука.[383]
- 2018: Британске астрофизичарке Хиранија Пирис и Џо Данкли и италијански космолог Лисија Верђе били су међу 27 научника који су награђени Наградом за пробој у фундаменталној физици за свој допринос „детаљним мапама раног универзума које су у великој мери побољшале наше знање о еволуцији космоса и флуктуацијама које су покренуле формирање галаксија".[384]
- 2018: Британска астрофизичарка Џослин Бел Бернел добила је специјалну награду за пробој у фундаменталној физици за своја научна достигнућа и „инспиративно лидерство“, вредну 3 милиона долара. Она је донирала цео новац од награде за стипендије за помоћ женама, недовољно заступљеним мањинама и избеглицама које студирају физику.[385]
- 2018. Јелена Ковачевић је српско-америчка професорка инжењерства, чија се истраживања фокусирала на обраду сигнала и науку о подацима. У августу 2018. именована је за прву жену декана Факултета инжењеринга Тандон Универзитета у Њујорку на Универзитету у Њујорку.[167]
- 2018: Канадска физичарка Дона Стрикланд добила је Нобелову награду за физику „за револуционарне проналаске у области ласерске физике“; поделила је са Артуром Ешкином и Жераром Муруом.[386][387]
- 2018: Френсис Арнолд је добила Нобелову награду за хемију „за усмерену еволуцију ензима“; поделила је са Џорџом Смитом и Грегоријем Винтером.[388] Тиме је Френсис постала прва Американка која је добила Нобелову награду за хемију.[389]
- 2018: По први пут у историји, жене су исте године добиле Нобелову награду за хемију и Нобелову награду за физику.[390]
- 2019: Математичарка Карен Уленбек постала је прва жена која је освојила Абелову награду за „пионирска достигнућа у геометријским парцијалним диференцијалним једначинама, теорији мерача и интеграбилним системима, као и за фундаментални утицај њеног рада у анализи, геометрији и математичкој физици“.[391]
- 2019: Научница Кејти Буман развила је алгоритам који је омогућио прву визуализацију црне рупе помоћу телескопа хоризонта догађаја. Била је део тима од преко 200 људи који су реализовали пројекат.[392][393][394][395]

### 2020-те
- 2020: Нигеријска академија наука изабрала је епидемиолога/паразитолога Еканем Браиде за своју прву жену председника.[396]
- 2020: Бразилска научница и истраживач Жакелини Гоес ди Жазус, секвенцирала је геном ЦОВИД-19 за 12 сати.[397]
- 2020: Биохемичарке Џенифер Дудна (Америчка) и Емануел Шарпентије (Француска) добиле су Нобелову награду за хемију за свој рад на алату за уређивање генома CRISPR.[398]
- 2020: Андреа Гез добила је Нобелову награду за физику за откриће супермасивног компактног објекта.[399]
- 2020: Немачко-турска научница Озлем Туређи је суоснивач и главни медицински службеник BioNTech-а.[400] Њен тим је развио BNT162b2, опште познат као Фајзер-Бајонтек вакцина против ковида-19 .
- 2020: Британски вакцинолог Сара Гилберт предводи развој и тестирање вакцине која постаје Оксфорд-АстраЗенека вакцина против ковида-19.[401]
- 2021. Надежда Басара je српска и немачка лекарка. Она је једина докторка са Балкана и из југоисточне Европе која није рођена, није се школовала и која до 40. године није живела у Европској унији, а која је после специјализације и доцентуре 1997. добила титулу немачког професора медицине, у Лајпцигу.[402] У мају 2021. године одликована је Орденом светог Саве другог реда, прва је докторка која је добила ово одликовање од када је установљено.[403]
- 2022: Америчка хемичарка Каролин Бертози добила је Нобелову награду за хемију за свој развој биоортогоналне хемије.[404]
- 2023: Аустралијски геомикробиолог Џилијан Банфилд постала је прва жена која је добила Ван Левенхукову медаљу, за своја проучавања сложених микробних заједница и њихове интеракције са животном средином.[405]